# Hans Zoller
Hans Zoller (ur. 16 lutego 1922 w Bazylei, zm. 11 września 2020 tamże) – szwajcarski bobsleista, złoty medalista mistrzostw świata.

## Kariera
Największy sukces w karierze Zoller osiągnął w 1957 roku, kiedy wspólnie z Hansem Thelerem, Rolfem Küderlim i Heinzem Leu zwyciężył w czwórkach podczas mistrzostw świata w St. Moritz. Był to jednak jego jedyny medal wywalczony na międzynarodowej imprezie tej rangi. W 1956 roku wystartował na igrzyskach olimpijskich w Innsbrucku, zajmując dziesiąte miejsce w dwójkach i czwórkach.